# Tattby naturreservat

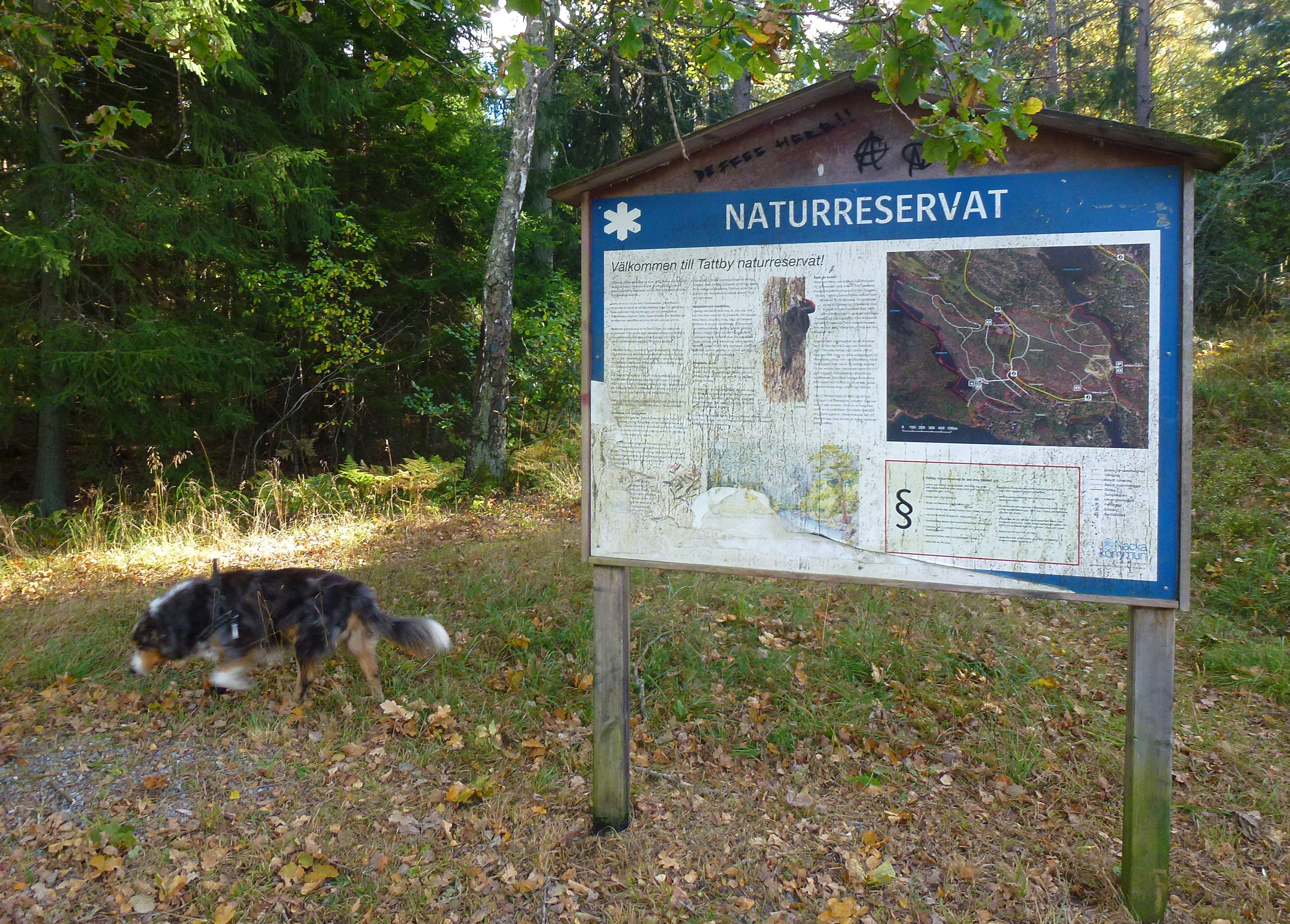
Informationsskylt på parkeringen vid Dammsjön.

Tattby naturreservat ligger mellan områdena Tattby och Solsidan i Saltsjöbaden i Nacka socken i Nacka kommun i Södermanland (Stockholms län). Naturreservatet bildades  år 2003 och omfattar en area av 142 hektar, därav 17 hektar vatten. Markägare är Nacka kommun och Storstockholms lokaltrafiks järnvägar. Förvaltare är Nacka kommun.

## Beskrivning
Tattby avsattes som naturvårdsområde i juni 1990 med stöd av dåvarande naturvårdslag. År 2003 beslöt kommunen att utvidga området och kalla det Tattby naturreservat. I väster går reservatsgränsen ungefär mitt i Lundsjön–Dammsjön och i öster ligger reservatsgränsen mitt i Neglingevikens södra del och sträcker sig därifrån kring Karlsbaderberget. 
Genom reservatsområdet sträcker sig Saltsjöbanan och Skyttevägen som delar upp det i en östra och en västra del. Inom reservatet finns ingen omfattande bebyggelse och något intensivare skogsbruk har inte heller bedrivits. I den östra delen ingår skidanläggningen Vinterstadion i reservatet. Större bilparkering med informationstavla finns vid Dammsjön i västra delen av reservatet. Saltsjöbanan har tre hållplatser intill naturreservatet: Tattby, Erstaviksbadet och Solsidan.

## Syfte
Enligt Nacka kommun är syftet med Tattby naturreservat ”att vårda och bevara värdefulla natur- och kulturmiljöer samt tillgodose behovet av naturupplevelser, utbildning, friluftsliv och viss anläggningsbunden rekreation”.